# 1-ша Бастіонна вулиця (Севастополь)
1-а Бастіонна вулиця — вулиця в Нахімовському районі Севастополя між сквером 1-го бастіону і вулицею Адмірала Макарова. Перетинається з вулицею Хрульова.
Уздовж частини вулиці тягнеться меморіальна стінка, споруджена там, де в 1854—1855 роках проходила оборонна лінія.
Забудова цього району почалася вже за радянських часів, у 1930-х роках. Назва вулиці вперше з'являється в списках 1934 року.